# Weiherwiese bei St. Thomas
Koordinaten: 50° 4′ 38″ N, 6° 36′ 5″ O
Das Naturschutzgebiet Weiherwiese bei St. Thomas liegt im Eifelkreis Bitburg-Prüm in Rheinland-Pfalz. Das vier Hektar große Gebiet, das im Jahr 1987 unter Naturschutz gestellt wurde, erstreckt sich nördlich der Ortsgemeinde Sankt Thomas. Unweit westlich verläuft die Landesstraße 24, unweit östlich fließt die Kyll.
Schutzzweck ist die Erhaltung und Entwicklung von Feuchtland-Ökosystemen im Kylltal, insbesondere Quellfluren, Weidengebüsche, Großseggenrieder, Bachröhrichte und Hochstaudenfluren sowie von Ruderal-Standorten als Lebensraum seltener, in ihrem Bestand bedrohter Tier- und Pflanzenarten, vor allem Amphibien-, Vogel- und Insektenarten.